# Bataille de Puerto de Varas
La bataille de Puerto Varas est une opération militaire qui eut lieu entre les troupes de Francisco Villa et les troupes de l'armée américaine dans la ville de Puerto Varas, État de Chihuahua, le 18 avril 1916 pendant la troisième intervention des États-Unis.

## Sources
- Pelaez Ramos, Gerardo (2007). La Expedición Punitiva. (Revista Forum, No. 164 edición). México.